# フェリックス・マチャド
フェリックス・マヌエル・マチャド・ビジャルバ（Félix Manuel Machado Villalba、1972年8月22日 - ）は、ベネズエラの男性プロボクサー。元IBF世界スーパーフライ級王者。

## 来歴
1993年4月17日、ベネズエラでプロデビュー。
1995年8月26日、ベネズエラスーパーフライ級王座を獲得。
1995年12月16日、FECARBOXスーパーフライ級王座決定戦に出場するも、8回反則負け。
1996年6月15日、WBAフェデラテンスーパーフライ級王座を獲得。
1997年3月15日、WBA世界バンタム級王者ダオルン・チョーシリワット（ タイ）に挑戦し、1-2の僅差判定負けで世界王座獲得ならず。
2000年5月20日、IBF世界スーパーフライ級王座決定戦でフリオ・ガンボア（ ニカラグア）と対戦し、1-1の判定ドロー。7月22日、ガンボアと再戦し、3-0の大差判定勝ちで世界王座を獲得した。
2001年6月16日、マウリシオ・パストラナ（ コロンビア）と対戦し、3-0の判定勝ちで2度目の防衛に成功した。
2002年3月30日、マーティン・カスティーリョ（ メキシコ）と対戦。5回に偶然のバッティングでカスティーリョがカットし、6回終了時3-0の負傷判定勝ちで3度目の防衛に成功した。
2003年1月4日、4度目の防衛戦でルイス・アルベルト・ペレス（ ニカラグア）と対戦し、1-2の判定負けで王座から陥落した。
2003年12月13日、ルイス・アルベルト・ペレスとダイレクトリマッチで対戦し、0-3の判定負けで王座返り咲きならず。この試合は8大タイトルマッチの一環として行われた。
2006年5月5日、WBAフェデボル＆フェデセントロ王座決定戦でアンセルモ・モレノ（ パナマ）と対戦し、0-3の判定負けで王座獲得ならず。
2007年7月30日、ベネズエラバンタム級王座決定戦でフランクリン・バレラ（ ベネズエラ）と対戦し、0-3の判定負けで王座獲得ならず。
2008年4月12日、バーナード・ダン（ アイルランド）と対戦し、10回判定負け。
2009年3月13日、マヤル・モンシプール（ フランス）と対戦し、5回終了時TKO負け。
2009年11月7日、アレクサンデル・ムニョス（ ベネズエラ）と対戦し、10回判定負け。

## 獲得タイトル
- 第16代IBF世界スーパーフライ級王座（防衛3度）